# Presse sous la Révolution française
La presse sous la Révolution française a connu une expansion sans précédent, passant, de 1789 à 1809, de quelques publications à environ mille trois cent cinquante journaux. Cette expansion fut marquée par des périodes d'interdiction de publication imposée par le pouvoir en place.

## À la fin de la Monarchie

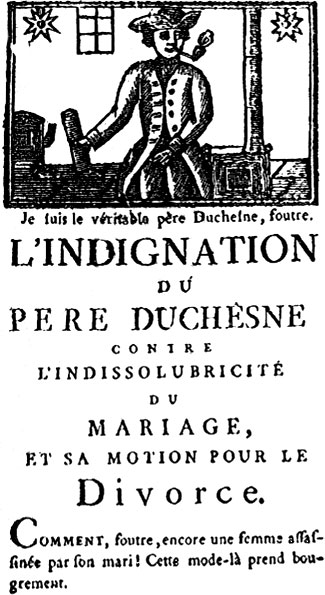
Couverture du du père Duchesne d’Hébert.

Avant la Révolution, il n’y avait à  Paris que peu d’écrits périodiques et encore ne s’occupaient-ils que d’avis, d’annonces et de nouvelles de la Cour. À la veille de l’ouverture des États généraux, le 5 mai 1789, Mirabeau avec son journal qui portait le nom de cette assemblée et qu’il rédigea dans la suite sous celui de Courrier de Provence, donna l’élan, et son journal fut suivi de la création de beaucoup d’autres.
Dès le lendemain, le Conseil d’État du roi rappela les règlements concernant la presse périodique, en défendant à tout imprimeur, libraire ou autre, d’imprimer, publier aucun prospectus, journal ou autre feuille périodique sous quelque dénomination que ce fût, à moins qu’il n’en eût obtenu une permission expresse du roi. Le même arrêt défendait également à tous imprimeurs et libraires de recevoir aucune souscription pour lesdits ouvrages périodiques publiés sans permission, sous peine d’interdiction de leur état.

## L'essor
Dès qu’ils furent débarrassés des liens qui avaient jusque-là limité la parution de journaux, les révolutionnaires commencèrent à créer des journaux, mais ils étaient soumis à une autorisation spéciale du roi et à une censure préalable avant leur parution. Le 17 août 1791, la Constituante décréta que la taxe des journaux et autres feuilles périodiques, serait la même pour tout le royaume, savoir : pour les écrits périodiques qui paraissaient tous les jours, de huit deniers pour chaque feuille d’impression, et pour les autres de douze deniers. La taxe était de moitié pour les journaux d’une demi-feuille et les suppléments fixés en proportion, tarif qui devait être abaissé sous le Directoire.
Chaque jour voyait paraître une feuille nouvelle ; chaque parti politique eut bientôt la ou les siennes. Les royalistes, les constitutionnels, les révolutionnaires se jetèrent ardemment dans la lutte. La polémique ne tarda pas à devenir violente et les attaques contre les membres de l’assemblée et contre les abus du gouvernement, les hommes et les institutions nouvelles, passionnèrent bientôt les écrivains de tous les partis.
Marat entre autres, rédacteur de l’Ami du peuple, porta si loin la violence qu’on chercha à la réprimer. Un décret d’accusation fut lancé contre lui ; on le pourchassa d’imprimerie en imprimerie, on saisit ses presses, on dispersa ses collaborateurs, mais les partisans de la liberté d’écrire, inscrite dans la déclaration des droits de l’homme, la défendirent avec ténacité et Marat fut acquitté. Le nombre de nouvelles publications se ralentit en 1791, reprit au commencement de 1792 et baissa sensiblement après la journée du 10 août, à la suite de laquelle un grand nombre de journaux royalistes, durent cesser leur publication.
Après la journée du 10 août 1792, les feuilles contre-révolutionnaires furent, à leur tour, poursuivies par la Commune de Paris qui prit, le 12 août 1792, l’arrêté suivant : le conseil général arrête que les empoisonneurs de l’opinion publique seront arrêtés et que leurs presses, caractères et instruments seront distribués entre les imprimeurs patriotes. La Gazette de Paris, la Feuille du jour, le Spectateur, le Journal de la cour et de la ville connu sous le nom du Petit-Gautier, le Journal de Paris, le Moniteur universel – qui ne comptait pas moins de 14 000 abonnés –, les Annales monarchiques, le Bulletin de minuit, le Journal ecclésiastique, le Logographe, L'Ami du roi, l’Indicateur, le Mercure de France, et plusieurs autres moins connus, furent supprimés.

## 1793

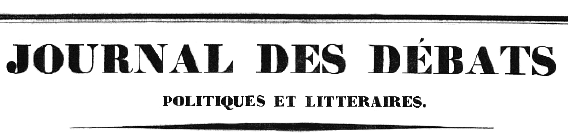
Le Journal des débats.

Au commencement de 1793, la rédaction des journaux fut un moment interdite aux députés, mais la Convention rapporta bientôt ce décret. En mars 1793, le conventionnel Duhem proposa à la tribune une motion contre les journalistes et demanda l’expulsion de tous, sans distinction d’opinion, de la salle des séances (car les rédacteurs des journaux possédaient depuis 1789, entre autres immunités, le droit d’assister aux séances des assemblées, et des loges leur étaient réservées afin qu’ils pussent en rédiger le compte rendu), mais la Convention ne prit aucune décision. La même année, elle décida que les députés journalistes seraient tenus d’opter entre leur journal et leurs fonctions, mais ce décret fut presque immédiatement rapporté. Un autre, les rendit responsables de leurs attaques contre la Convention et ses comités.
Après la chute de Robespierre, la liberté ayant été rendue à la presse, l’apparition des journaux connut une recrudescence qui alla en augmentant jusqu’au coup d’État du 18 fructidor an V. Le club des jacobins s’éleva vivement contre les journaux réactionnaires, mais les condamnations à la déportation d’un grand nombre de journalistes et la suppression de nombreux journaux, abaissèrent leur nombre.

## De 1795 à 1800

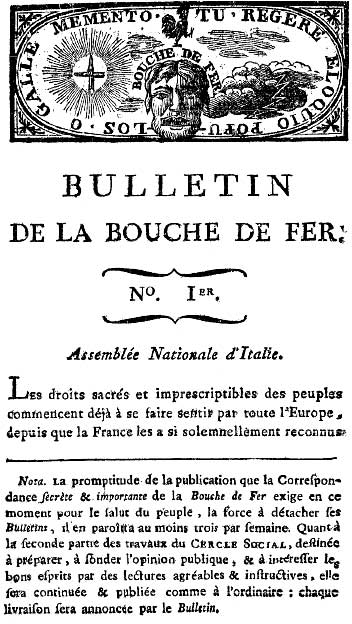
Première de la Bouche de fer de l’abbé Fauchet.

En août 1795, la Convention décréta que les comités rédigeraient une loi contre les journalistes calomniateurs et ordonna des mesures répressives. Sous le Directoire, les attaques des journaux royalistes redoublèrent avec une violence plus grande encore contre le gouvernement qui chercha à les réprimer. Les deux conseils leur répondirent par des menaces, le député Durracq les compara à des prostituées, et on fit la motion de leur interdire les tribunes. En juillet 1796, le bureau central de police prit un arrêté concernant les colporteurs et crieurs de journaux qui provoquaient des rassemblements en s’arrêtant pour crier au bas des ponts ou sur les places publiques. La même année, on leur défendit même de publier leur sommaire. En mai 1797, le ministre Neufchâteau flétrit énergiquement le déchaînement que montrèrent les journaux des deux côtés contre les députés nouvellement élus. 
Le surlendemain du coup d’État du 18 fructidor, un arrêté du Directoire ordonna de conduire à la prison de La Force, les rédacteurs de trente-deux journaux, « tous prévenus de conspiration contre la sûreté intérieure et extérieure de la République, spécialement de provocations au rétablissement de la royauté et à la dissolution du gouvernement républicain ». Le même jour, les écrits périodiques et les presses qui les imprimaient, furent placés pendant une année sous l’inspection de la police qui pouvait les prohiber. Quatre jours plus tard, une résolution des Cinq-Cents ordonna, sur le rapport de Bailleul, la déportation de cinquante-quatre autres journalistes dont les biens furent séquestrés. Enfin, les 27 frimaire an VI, 9 germinal, 18 floréal, 20 et 23 messidor an VI, des arrêtés du Directoire supprimèrent encore de nombreux journaux dont la plupart avaient reparu sous un nouveau titre après le 18 fructidor.
Le 9 vendémiaire de la même année, les journaux politiques furent soumis à un droit de timbre d’un sou par feuille de 26 centimètres sur 38 (feuille ouverte) ou environ, et pour chaque demi-feuille de cette dimension de 8 centimes ou 7 deniers un cinquième. Les journaux qui s’imprimaient sur un papier d’une plus grande dimension devaient payer un centime pour chaque décimètre d’excédent. En brumaire an VI, cependant, les arrêtés de suppression durent être autorisés par le Directoire.
En 1797, les publications périodiques furent assujetties à l’impôt du timbre. On excepta celles qui étaient relatives aux sciences et aux arts. Le 1er août 1799, la liberté fut rendue aux journaux mais, le 17 février de l’année suivante, les Consuls supprimèrent, de leur propre autorité, tous les journaux imprimés à Paris, à l’exception de treize. Ils défendirent tout nouveau journal et se réservèrent même de supprimer les feuilles conservées. Dès le mois de décembre 1797, défense fut faite à tous les entrepreneurs de voitures libres, de se charger du transport des journaux et feuilles périodiques.